# Эмис, Кингсли
Сэр Ки́нгсли Уи́льям Э́мис (англ. Kingsley William Amis; 16 апреля 1922 года — 22 октября 1995 года) — английский прозаик, поэт и критик. Один из лидеров литературного направления 1950-x годов «рассерженные молодые люди».

## Биография
Учился в Школе Лондонского Сити и Сент-Джонз-колледже. В 1949 году окончил Оксфордский университет. После 1961 года он занимался в основном писательской деятельностью.
Был женат дважды. С первой женой Хилари Барделл имел троих детей, в том числе Мартина,  который также стал писателем. Они поженились в 1948 году и развелись в 1965; в том же году Эмис женился на Элизабет Джейн Говард. Второй брак распался в 1983 году.
В 1990 году был посвящён в рыцари.
Псевдонимы
- Роберт Маркем (англ. Robert Markham)
- Уильям Таннер (англ. William Tanner)

Премии
- 1954 — Премия Сомерсета Моэма за роман «Счастливчик Джим»
- 1986 — Букеровская премия за роман «Старые черти»